# Albedo 0.39
Albedo 0.39 – wydany w 1976 roku solowy album Vangelisa, nagrany w należącym do kompozytora Nemo Studios, zainspirowany astronomią i astrofizyką. Album zawiera muzykę elektroniczną, z wieloma elementami jazz fusion, z towarzyszeniem klasycznych instrumentów perkusyjnych.

## Lista utworów
| 1. | Pulstar                  | 5:44  |
|    |                          |       |
| 2. | Freefall                 | 2:15  |
|    |                          |       |
| 3. | Mare Tranquillitatis     | 1:46  |
|    |                          |       |
| 4. | Main sequence            | 8:09  |
|    |                          |       |
| 5. | Sword of Orion           | 1:55  |
|    |                          |       |
| 6. | Alpha                    | 5:44  |
|    |                          |       |
| 7. | Nucleogenesis – Part One | 5:55  |
|    |                          |       |
| 8. | Nucleogenesis – Part Two | 6:11  |
|    |                          |       |
| 9. | Albedo 0.39              | 4:20  |
|    |                          |       |
|    |                          | 41:59 |
|    |                          |       |

## Muzycy
- Vangelis – kompozycja, aranżacja, produkcja i wykonanie
- Keith Spencer-Allen – inżynier dźwięku, także głos w utworze Albedo 0.39

## Znaczenie tytułu
Albedo oznacza stosunek ilości promieniowania odbitego do padającego, jest parametrem określającym zdolność odbijania promieni przez daną powierzchnię. Tytułowe albedo odnosi się do zdolności odbijania światła słonecznego przez Ziemię, które jest zmienne i średnio wynosi ok. 30%, czyli 0,3. Średnia wartość albedo w 1976 roku mogła wynosić 39%, stąd tytułowe 0.39.

## Inspiracje utworów
- Pulstar – prawdopodobnie złączenie dwóch wyrazów: „pulsar” i „star” (gwiazda). Utwór kończy się zarejestrowanym głosem zegarynki z brytyjskiego Post Office Telecommunications.
- Freefall – swobodny spadek pod wpływem grawitacji.
- Mare Tranquillitatis – księżycowe Morze Spokoju, miejsce lądowania pierwszej załogowej misji na Księżyc. W utworze wykorzystano fragmenty rozmów astronautów z misji Apollo 11, pochodzące z archiwów NASA.
- Main sequence – ciąg główny, do którego należą gwiazdy zbliżone budową i wielkością do Słońca (według diagramu Hertzsprunga-Russella).
- Sword of Orion – Miecz Oriona jest fragmentem gwiazdozbioru Oriona. Znajduje się w nim Wielka Mgławica w Orionie, będąca najjaśniejszą mgławicą na nieboskłonie.
- Nucleogenesis – pierwotna nukleosynteza była procesem powstawania złożonych jąder atomowych w początkach Wszechświata.
- Inżynier dźwięku Keith Spencer-Allen, jedyny asystent Vangelisa podczas nagrania płyty, otrzymał do przeczytania tekst zawierający suche naukowe dane, dotyczące astronomicznych parametrów Ziemi. Wygłosił je do mikrofonu, będąc pewnym, że to tylko próbne nagranie. Ale Vangelis właśnie ten zapis włączył do ostatniego, tytułowego utworu na płycie[1].